# Gare de Tsuruga
La gare de Tsuruga (敦賀駅, Tsuruga-eki) est la gare ferroviaire principale de la ville de Tsuruga, dans la préfecture de Fukui au Japon. Elle est exploitée par les compagnies West Japan Railway Company (JR West) et Hapi-Line Fukui.

## Situation ferroviaire
La gare de Tsuruga marque le début des lignes Obama et Hapi-Line Fukui et la fin des lignes Shinkansen Hokuriku et Hokuriku.

## Histoire
La gare de Tsuruga a été inaugurée le 10 mars 1882.
La ligne Shinkansen Hokuriku est arrivée depuis le 16 mars 2024.

## Service des voyageurs

### Accueil
La gare dispose d'un bâtiment voyageurs, avec guichets, ouvert tous les jours.

### Desserte
- voie 1 et 2 : Ligne Obama pour Obama et Higashi-Maizuru
- voies 3, 5 et 7 : Ligne Hapi-Line Fukui pour Fukui et Daishōji
- voies 4, 5, 6 et 7 : Ligne principale Hokuriku pour Maibara et Osaka (via la ligne Kosei)
- voies 11 à 14 : Ligne Shinkansen Hokuriku pour Kanazawa, Toyama et Tokyo
- voies 33 et 34 : Ligne principale Hokuriku pour Osaka (services Thunderbird) et Nagoya (services Shirasagi)